# Hans Friedrich von Drachsdorf

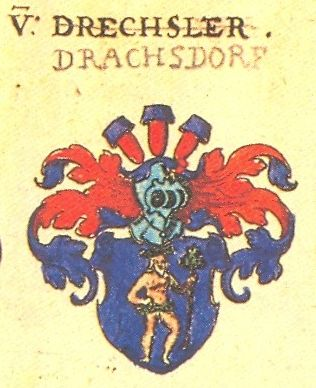
Wappen der Familie Drachsdorf aus Siebmachers Wappenbuch von 1605

Hans Friedrich von Drachsdorf (* 25. Juli 1564; † 22. Februar 1629 in Weimar) war ein deutscher Verwaltungsbeamter.

## Leben
Drachsdorf war der Sohn des Hofmeisters Eustachius von Drachsdorf und dessen Ehefrau Magdalena von Eichenberg. Er wurde 1574, im Alter von zehn Jahren, Page am Hof des Grafen Heinrich von Eisenberg.
In den Jahren 1581 bis 1582 absolvierte Drachsdorf seine Cavalierstour durch Frankreich. Nach seiner Rückkehr wurde er an den Hof der Herzogin Dorothea Susanne von Sachsen berufen. 1584 begleitete er den Rheingrafen Friedrich auf dessen Hilfszug für Heinrich von Navarra.
1587 wurde Drachsdorf Kammerjunker am Hof des Grafen Albrecht von Nassau in Ottweiler. Von dort aus begleitete er 1590–1592 Graf Philipp von Eberstein auf dessen zweijähriger Cavalierstour nach Italien. Nach der Rückkehr von dieser Reise bekam Drachsdorf eine Stelle als Kammerjunker am Hof des Herzogs Johann in Altenburg.
Dort avancierte er 1596 zum Stallmeister und behielt dieses Amt bis 1604. In diesem Jahr wurde er als Hofmarschall nach Weimar berufen. Er nahm dieses Amt an, behielt es bis 1611 und gab es dann zurück. 1614 erwarb Drachsdorf das Weimarer Bürgerrecht.
1621 wurde er durch Fürst Ludwig I. von Anhalt-Köthen in die Fruchtbringende Gesellschaft aufgenommen. Dort hatte er den Gesellschaftsnamen der Beständige und das Motto im Nassen. Als Emblem wurde ihm ein Ellernbaum (Alnus Mill.) zugedacht. Das Köthener Gesellschaftsbuch verzeichnet Drachsdorf unter der Nr. 50.
Zwischen 1622 und 1624 war Drachsdorf für etwa 30 Monate am Hof des Herzogs Johann Philipp von Sachsen-Altenburg in Altenburg als Hofmarschall tätig. Der Herzog übertrug ihm anschließend die Aufsicht über das Salzwerk in Salza. Außerdem verwaltete er als Hauptmann die Ämter Dornburg und Camburg.
Hans Friedrich von Drachsdorf starb im Alter von 65 Jahren am 22. Februar 1629 in Weimar.

## Werke
- Die Albanische Sulma, in einer wohlanständigen und reinen Liebes-Geschichte, ohne Jahr
- Winter-Tags Schäfferey der schönen Coelinden Vnd derselben ergebenen Schäfers Corinbo, 1636

| Personendaten    | Personendaten                                 |
| ---------------- | --------------------------------------------- |
| NAME             | Drachsdorf, Hans Friedrich von                |
| ALTERNATIVNAMEN  | der Beständige (Fruchtbringende Gesellschaft) |
| KURZBESCHREIBUNG | deutscher Hofmarschall und Hauptmann          |
| GEBURTSDATUM     | 25. Juli 1564                                 |
| STERBEDATUM      | 22. Februar 1629                              |
| STERBEORT        | Weimar                                        |